# Formiscurra indicus
Formiscurra indicus (лат.) — вид мирмекоморфных цикадок из семейства Caliscelidae (или Issidae), единственный в составе монотипического рода Formiscurra (Fulgoroidea). Эндемик южной Индии.

## Распространение
Индия: Бангалор (штат Карнатака), Национальный парк Нагарахол (Карнатака), Диндуккал (штат Тамилнад), Mettupalayam (штат Тамилнад) и штат Андхра-Прадеш.

## Описание
Длина около 5 мм, окраска от светло-коричневой до чёрной. Вид демонстрирует половой диморфизм. У самцов в передней части головы расположен крупный выступ, похожий на бульбовидный нос (metope), который делает насекомое сходным с муравьями и спасает от хищников по типу бейтсовской мимикрии. У самок подобные крупные структуры отсутствуют (имеется лишь небольшой и узкий носовидный выступ) и есть различия в форме тела. У самцов имеется перетяжка между грудью и брюшком, сходная с муравьиной талией или петиолем (у самок брюшко слито с грудкой и перетяжка между ними отсутствует). Сложные глаза крупные, оцеллии отсутствуют. Обитают, главным образом, в открытых местностях с кустарниками или травами. Вид был впервые описан в 2011 году российским энтомологом Владимиром Гнездиловым (Зоологический институт РАН, Санкт-Петербург) и биологом из Индии Чандрашекхарасвами Вирактаматом (Chandrashekharaswamy A.Viraktamath, University of Agricultural Sciences, Бангалор, Индия) по материалам, собранным около кампуса Бангалорского агрономического университета (Бангалор, Индия)..

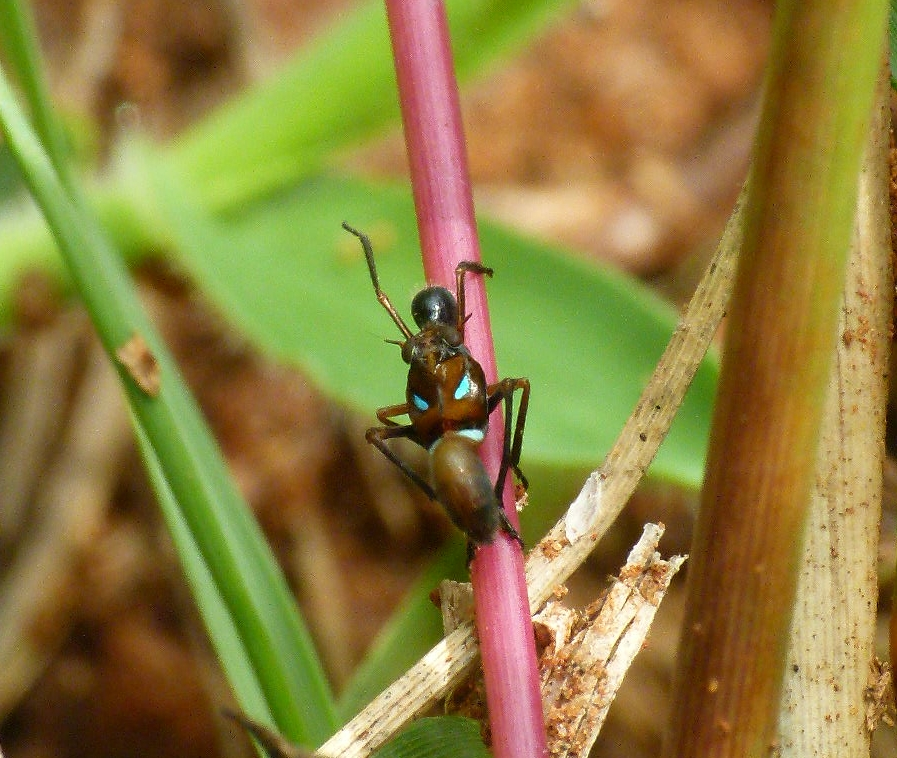
Самец сверху
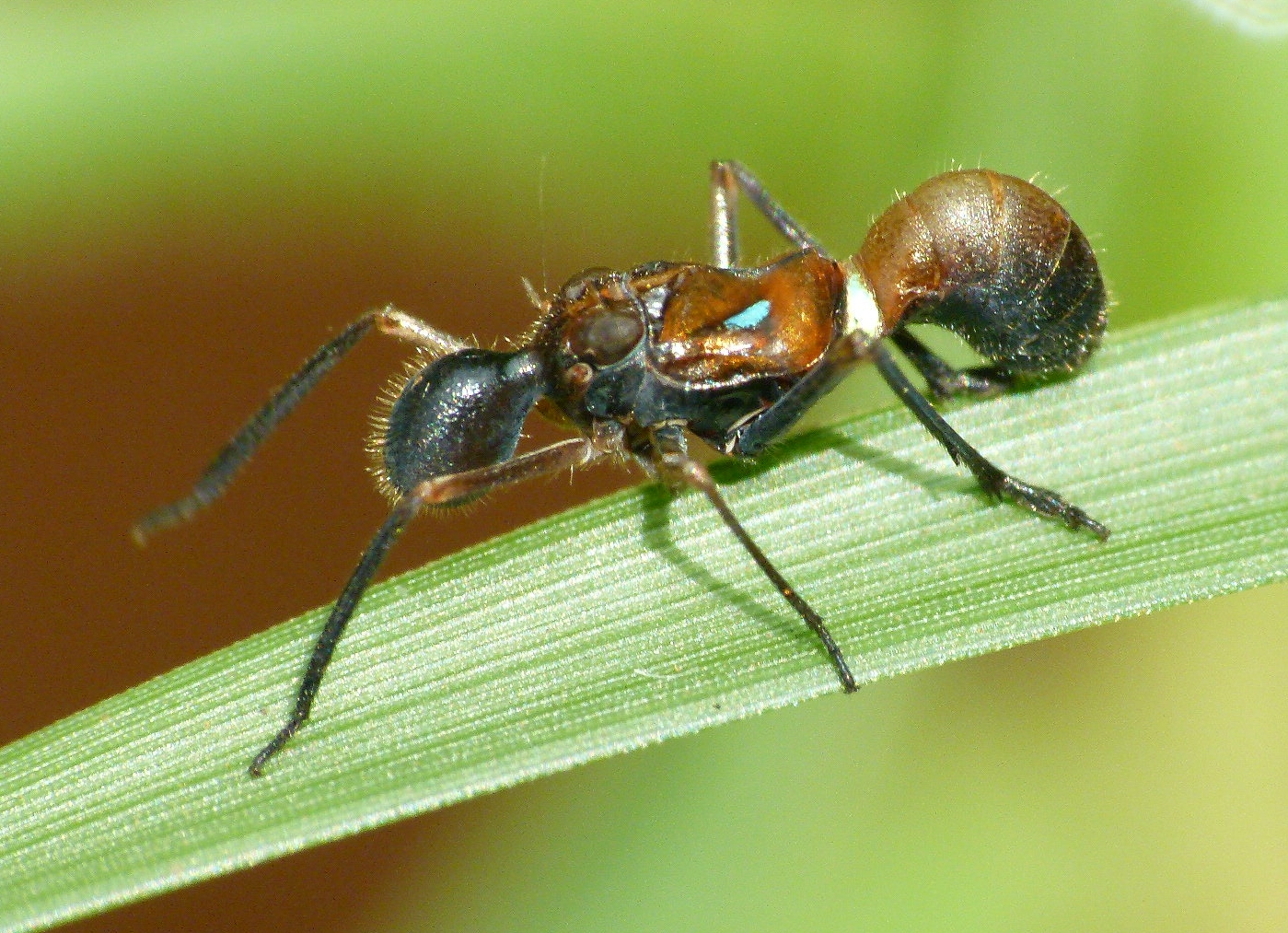
Самец (Индия, Бангалор)

## Систематика и этимология
Род Formiscurra рассматривается близким к африканским таксонам Afronaso и Populonia (Caliscelidae, или Issidae). Родовое название происходит от сочетания двух слов: латинского «Formica» (муравей) и «Scurra» (клоун). Видовой эпитет F. indicus означает страну происхождения типовой серии (Индия).